# Only One (chanson)
Pour les articles homonymes, voir Only One.
Singles de BoA
Milestone
(2011) Tail of Hope
(2013)
Only One est le 33e single de BoA sorti sous le label Avex Trax le 27 février 2013 au Japon. Il atteint la 10e place du classement de l'Oricon et reste classé 4 semaines pour un total de 11 390 exemplaires vendus. Les chansons Only One et The Shadow se trouvent sur l'album Who's Back?.

## Liste des titres
| 1. | Only One                  |  |
| 2. | The Shadow                |  |
| 3. | Only One (Instrumental)   |  |
| 4. | The Shadow (Instrumental) |  |

| 1. | Only One (Music Clip)    |  |
| 2. | The Shadow (Music Clip)  |  |
| 3. | Only One (Making Clip)   |  |
| 4. | The Shadow (Making Clip) |  |